# Kem khoai mỡ tím
Kem khoai mỡ tím (tiếng Anh: Ube ice cream) là một hương vị kem của người Philippines được chế biến bằng cách sử dụng khoai mỡ tím làm nguyên liệu chính. Đây là hương vị kem yêu thích nhất của người Philippines và được dùng như một thành phần để làm món tráng miệng halo-halo, món tráng miệng nổi tiếng nhất của họ.

## Lịch sử
Do khoai mỡ tím có màu tím tự nhiên mà không cần dùng màu thực phẩm, cùng với vị ngọt nhẹ và thơm, nó đã trở thành một món tráng miệng ưa thích của người Philippines, nổi bật nhất là món ube halaya, một món khoai mỡ tím nghiền.
Việc sử dụng khoai mỡ tím để làm kem sớm nhất được ghi nhận là trong một công thức từ năm 1922, trong thời kỳ thuộc địa của Mỹ, thời điểm này kem du nhập vào văn hóa Philippines dẫn đến những hương vị mới cho kem làm từ các thành phần khác như xoài, pinipig và dưa. Trong thời điểm đó, kem được khuấy bằng tay trong một garapinyera, là một máy trộn kem vận hành bằng tay.
Kem khoai mỡ tím đã trở nên phổ biến bên ngoài đất nước Philippines, do nó được người nhập cư Philippines ở nhiều nước sử dụng trong các nhà hàng (thường dùng để làm món halo-halo), và nhờ màu tím sặc sỡ hình ảnh của nó đã lan truyền trên phương tiện truyền thông xã hội.
Nhà hàng Philippines Manila Social Club được xem là đơn vị kinh doanh đầu tiên giới thiệu món kem này vào Mỹ vào năm 2016. Món ăn này được tiếp nhận nhanh chóng, nhiều đơn vị kinh doanh thực phẩm khác ở Mỹ đua nhau tạo ra các hương vị kem bằng đủ loại củ quả ngoài khoai mỡ tím. Chuỗi siêu thị Ralphs cũng bắt đầu bán sản phẩm kem Ube ice cream bên cạnh các sản phẩm thực phẩm khác của Philippines.

## Chế biến

### Nguyên liệu
Công thức Kem khoai mỡ tím về cơ bản bao gồm:
- Khoai mỡ tím nghiền nhuyễn.
- Sữa (đặc): khoảng 1/2 cốc.
- Sữa yến mạch: 250ml.
- Đường: tùy chọn.
- Muối: một ít.
- Đá bào.
- Thành phần tùy chọn khác: thêm vào khi bắt đầu sử dụng để ăn.

### Cách làm
Đầu tiên đổ đầy một cốc ube halaya (Khoai mỡ tím nghiền nhuyễn của người Philippines) vào hộp đựng có nắp nhựa. Thêm vào ½ cốc sữa đặc có đường, 250ml kem yến mạch, một chút muối. Trộn hỗn hợp bằng máy trộn cho đến khi mịn và kết dính. Có thể thêm chút gel màu thực phẩm màu tím nếu muốn và trộn cho đến khi chúng hòa quyện vào hỗn hợp, có thể thêm nhiều màu theo mong muốn. Nếu muốn ngọt hơn chỉ cần thêm một thìa sữa đặc vào và đánh đều lần nữa. Đậy bằng ni lông hoặc nắp nhựa và để đông lạnh khoảng một giờ. Một giờ sau, lấy hỗn hợp ra khỏi tủ đông và trộn lại lần nữa, đậy nắp và để đông trong một giờ nữa. Làm thêm một lần như thế, lần này thêm pho mát hoặc macapuno nếu muốn thêm hương vị và đông lạnh trong thêm 6 giờ.
Dùng muỗng múc kem vào ly và có thể sử dụng. Thêm tùy chọn khác như một quả anh đào maraschino tách đôi và một hoặc hai chiếc bánh quy sọc xanh trông giống như ống hút.

### Dinh dưỡng

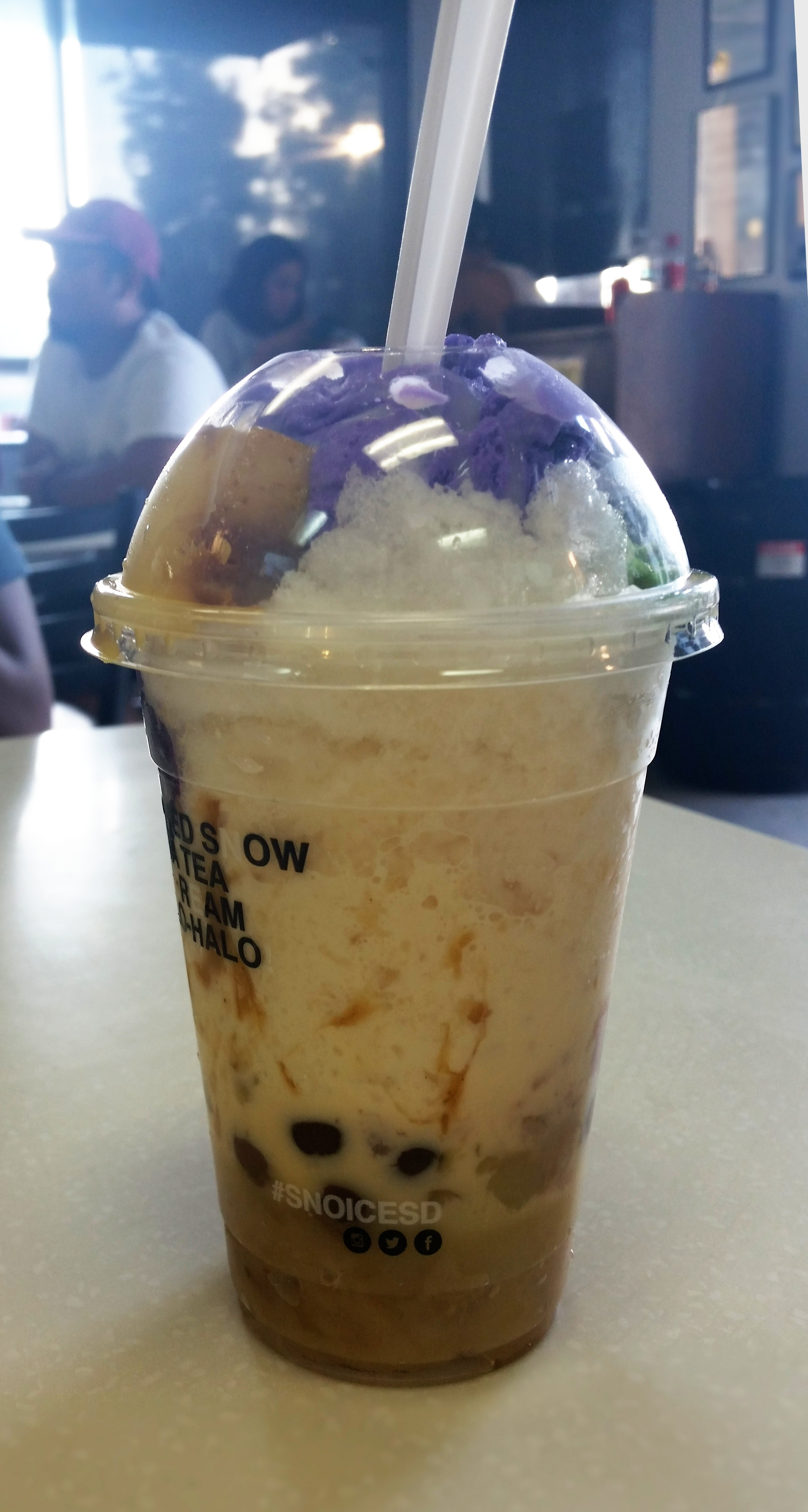
Halo-halo được làm tại San Diego County, California

Dinh dưỡng trong khẩu phần 120ml:
- Năng lượng: 250 kcal
- Chất đạm: 2 g
- Chất béo: 11 g
- Chất béo bão hòa: 8 g
- Cholesterol: 26 mg
- Natri: 50 mg
- Đường: 25 g
- Canxi: 90 mg

## Sử dụng cho món halo-halo
Kem khoai mỡ tím là một thành phần phổ biến trong halo-halo, một món tráng miệng ưa thích của người Philippines bao gồm sự kết hợp của nhiều nguyên liệu khác nhau, chẳng hạn như dừa, cao lương, đậu ngọt, các lát trái cây như mít, xoài, cùng với bánh flan leche, thạch dừa và khoai mỡ tím ở dạng bánh ube halaya. Món kem được xem như một thành phần thiết yếu của halo-halo do nó tạo nên hương vị và màu tím đặc biệt. Vì vậy, kem khoai mỡ tím có thể được sử dụng thay thế hoặc cùng với ube halaya. Vì sữa bay hơi là một thành phần thiết yếu khác của halo-halo, nên việc sử dụng kem khoai mỡ tím cũng tạo ra một công thức kem ngon hơn.

## Tranh cãi
Món kem "Ube ice cream" được bày bán rộng rãi ở Mỹ không có ghi chú nguồn gốc món ăn truyền thống của Philippines đã khiến nhiều người Philippines bất bình, họ cho rằng điều đó là chiếm đoạt văn hóa. Như một số tranh cãi nhằm vào Trader Joe's, chuỗi cửa hàng tạp hóa ở Mỹ. Nhưng một bộ phận người bán hàng và kinh doanh khác thì không quan tâm, họ cho rằng món kem nên tập trung vào sự tiếp nhận của công chúng, và không công bố về nguồn gốc có thể giúp họ bán hàng thuận lợi hơn.